# سام بيشوب
سام بيشوب (بالإنجليزية: Sam Bishop)‏ (1 مارس 1983 في الولايات المتحدة - ) هو مدرب كرة قدم ولاعب كرة قدم أمريكي في مركز حراسة المرمى. لعب مع Harrisburg Heat (2012–present) ‏ وLehigh Valley United ‏ وPennsylvania Stoners ‏ ونادي بان.